# Cửa khẩu Hoành Mô
Cửa khẩu Hoành Mô là cửa khẩu tại vùng đất thôn Đồng Mô xã Hoành Mô huyện Bình Liêu tỉnh Quảng Ninh, Việt Nam .
Cửa khẩu Hoành Mô là điểm cuối quốc lộ 18C, nối tiếp qua đường tràn tại bãi Đồng Mô trên sông Đồng Mô, thông thương sang cửa khẩu Động Trung (Dong Zhong) ở thành phố cảng Phòng Thành tỉnh Quảng Tây, Trung Quốc .

## Sông Đồng Mô
Sông Đồng Mô là phụ lưu hợp thành của sông Tiên Yên. Sông chỉ là một đoạn dài 7 km, tên bên phía Trung Quốc là Dong Mo He (Đồng Mô hà), là biên giới tự nhiên ở huyện Bình Liêu với Trung Quốc . Tại đây đặt Cột mốc 1317 là mốc đôi cùng số, một bên bờ sông phía Việt Nam, một bên bờ sông phía Trung Quốc .
Bãi Đồng Mô từng là điểm tranh cãi phức tạp trong xác lập biên giới Việt Nam - Trung Quốc.

## Hoạt động
Cửa khẩu Hoành Mô được lập năm 1991. Cửa khẩu này là thành tố chính lập ra khu kinh tế cửa khẩu Hoành Mô - Đồng Văn theo Quyết định số 115/2002/QĐ-TTg ngày 13/09/2002 của Thủ tướng Chính phủ .